# Lijst van wereldkampioenschappen dammen voor vrouwen
Het wereldkampioenschap dammen voor vrouwen werd voor het eerst gespeeld in 1973 in Amsterdam bij het Suikertoernooi, een internationaal damtoernooi, waar ook topdammers zoals Harm Wiersma, Anatoli Gantvarg en Baba Sy aan deelnamen.

## Tabel met toernooien en kampioenes
| Jaar | Speellocatie                                    | Wedstrijdvorm | Kampioene                  | Nationaliteit |
| ---- | ----------------------------------------------- | ------------- | -------------------------- | ------------- |
| 1973 | Amsterdam (Nederland)                           | Toernooi      | Jelena Michailovskaja      | Sovjet-Unie   |
| 1974 | Amsterdam (Nederland)                           | Toernooi      | Jelena Michailovskaja      | Sovjet-Unie   |
| 1975 | Amsterdam (Nederland)                           | Toernooi      | Jelena Michailovskaja      | Sovjet-Unie   |
| 1976 | Amsterdam (Nederland)                           | Toernooi      | Jelena Michailovskaja      | Sovjet-Unie   |
| 1977 | Amsterdam (Nederland)                           | Toernooi      | Jelena Michailovskaja      | Sovjet-Unie   |
| 1979 | Sneek (Nederland) Minsk (Sovjet-Unie) (barrage) | Toernooi      | Ludmilla Meijler-Sochnenko | Sovjet-Unie   |
| 1980 | De Lier (Nederland)                             | Toernooi      | Elena Altsjoel             | Sovjet-Unie   |
| 1981 | Riga (Sovjet-Unie)                              | Toernooi      | Olga Levina                | Sovjet-Unie   |
| 1982 | Moskou (Sovjet-Unie)                            |               | Elena Altsjoel             | Sovjet-Unie   |
| 1983 | Sandomierz (Polen)                              | Toernooi      | Elena Altsjoel             | Sovjet-Unie   |
| 1984 | Tallinn (Sovjet-Unie)                           |               | Elena Altsjoel             | Sovjet-Unie   |
| 1985 | Cannes (Frankrijk)                              | Toernooi      | Elena Altsjoel             | Sovjet-Unie   |
| 1986 | Minsk (Sovjet-Unie)                             |               | Zoja Golubeva              | Sovjet-Unie   |
| 1987 | Minsk (Sovjet-Unie)                             | Toernooi      | Olga Levina                | Sovjet-Unie   |
| 1988 | Jalta (Sovjet-Unie)                             |               | Zoja Golubeva              | Sovjet-Unie   |
| 1989 | Rosmalen (Nederland)                            | Toernooi      | Olga Levina                | Sovjet-Unie   |
| 1990 | Pitsoenda (Sovjet-Unie)                         |               | Zoja Golubeva              | Sovjet-Unie   |
| 1991 | Minsk (Wit-Rusland)                             | Toernooi      | Zoja Golubeva              | Letland       |
| 1992 | Kiev (Oekraïne)                                 |               | Zoja Golubeva              | Letland       |
| 1993 | Brunssum (Nederland)                            | Toernooi      | Olga Levina                | Oekraïne      |
| 1994 | Olga Levina gaf de titel op                     |               | Zoja Golubeva              | Letland       |
| 1995 | Bamako (Mali)                                   | Toernooi      | Zoja Golubeva              | Letland       |
| 1996 | Vught (Nederland)                               |               | Zoja Golubeva              | Letland       |
| 1997 | Mińsk Mazowiecki (Polen)                        | Toernooi      | Zoja Golubeva              | Letland       |
| 1999 | Jakoetsk (Rusland)                              | Toernooi      | Zoja Golubeva              | Letland       |
| 2000 | Zutphen (Nederland)                             |               | Zoja Golubeva              | Letland       |
| 2001 | Velp (Nederland)                                | Toernooi      | Tamara Tansykkoezjina      | Rusland       |
| 2002 | Riga (Letland) Oefa (Rusland)                   |               | Tamara Tansykkoezjina      | Rusland       |
| 2003 | Zoutelande (Nederland)                          | Toernooi      | Olga Kamychleeva           | Nederland     |
| 2004 | Oefa (Rusland)                                  |               | Tamara Tansykkoezjina      | Rusland       |
| 2005 | Latronico (Italië)                              | Toernooi      | Daria Tkatsjenko           | Oekraïne      |
| 2006 | Jakoetsk (Rusland) Kiev (Oekraïne)              |               | Daria Tkatsjenko           | Oekraïne      |
| 2007 | Jakoetsk (Rusland)                              | Toernooi      | Tamara Tansykkoezjina      | Rusland       |
| 2008 | Donetsk (Oekraïne) Oefa (Rusland)               |               | Daria Tkatsjenko           | Oekraïne      |
| 2010 | Oefa (Rusland)                                  | Toernooi      | Zoja Golubeva              | Letland       |
| 2011 | Donetsk (Oekraïne)                              |               | Daria Tkatsjenko           | Oekraïne      |
| 2011 | Rivne (Oekraïne)                                | Toernooi      | Tamara Tansykkoezjina      | Rusland       |
| 2013 | Ulaanbaatar (Mongolië)                          | Toernooi      | Zoja Golubeva              | Letland       |
| 2015 | Astana (Kazachstan)                             |               | Zoja Golubeva              | Letland       |
| 2015 | Wuhan (China)                                   | Toernooi      | Zoja Golubeva              | Letland       |
| 2016 | Karpacz (Polen)                                 |               | Natalia Sadowska           | Polen         |
| 2017 | Tallinn (Estland)                               | Toernooi      | Zoja Golubeva              | Letland       |
| 2018 | Riga (Letland)                                  |               | Natalia Sadowska           | Polen         |
| 2019 | Jakoetsk (Rusland)                              | Toernooi      | Tamara Tansykkoezjina      | Rusland       |
| 2020 | Polen                                           |               | Tamara Tansykkoezjina      | Rusland       |
| 2021 | Tallinn (Estland)                               | Toernooi      | Matrena Nogovitsyna        | Rusland       |
| 2023 | Willemstad (Curaçao)                            | Toernooi      | Viktoria Motritsjko        | Oekraïne      |